# Salaryman Kintaro
Salaryman Kintaro (en japonés: サラリーマン金太郎, Sararīman Kintarō?) también conocida como White Collar Worker Kintaro, es una película japonesa de 1999 dirigida por Takashi Miike, y basada en una popular serie manga de Hiroshi Motomiya con el mismo nombre.
Salaryman Kintaro es una serie manga japonesa escrita e ilustrada por Hiroshi Motomiya, y fue serializada en la revista semanal Shūkan Young Jump por Shūeisha. Además de esta película Salaryman Kintaro fue llevada a la pantalla en otras ocasiones.

- Serie de televisión producida por Tokyo Broadcasting System Television, que contó con cuatro temporadas emitidas entre 1999 y 2004, con un total de 44 episodios más un especial.[3]
- Serie de televisión animada emitida en el año 2001 por BS-TBS, dirigida por Tomoharu Katsumata, y con un total de 20 episodios.[4]
- Serie de televisión producida por TV Asahi, que contó con dos temporadas emitidas entre 2008 y 2010, con un total de 20 episodios. [5]

## Argumento
El exlíder de una pandilla de motociclistas Kintaro Yajima, tras dejar atrás su vida de delincuente, es un padre dedicado a su hijo Ryuta y tiene un trabajo administrativo realizando cálculos de coste en la empresa de construcción Yamato. Sin embargo, cuando políticos corruptos y el grupo yakuza local intenten amañar un concurso de obras públicas, se verá obligado a pedir ayuda a su antigua banda de motociclistas para salvar su empresa.

## Reparto
| Actor               | Papel            |
| ------------------- | ---------------- |
| Katsunori Takahashi | Kintaro Yajima   |
| Yoko Saito          | Misuzu Suenaga   |
| Kanako Enomoto      | Mimi Suenaga     |
| Chinosuke Shimada   | Ryuta Yajima     |
| Masahiko Tsugawa    | Ryunosuke Yamato |
| Shuichiro Moriyama  | Genzo Oshima     |
| Taisaku Akino       | Yusaku Kurokawa  |
| Tsutomu Yamazaki    | Yozo Igo         |
| Yōko Nogiwa         | Kayo Nakamura    |
| Michiko Hada        | Masumi Nakamura  |
| Toshiaki Megumi     | Ichiro Maeda     |
| Miki Mizuno         | Hitomi Aihara    |
| Masanobu Katsumura  | Masakazu Tanaka  |
| Naoki Hosaka        | Takatsukasa      |
| Shingo Yamashiro    | Seishiro Tanioka |
| Hiromasa Taguchi    | Fumihiko Handa   |
| Satoshi Uzaki       | Tadashi Shiina   |

## Otros créditos
- Asistente de productor: Ayato Matsuda.
- Subdirector: Bunmei Katô.
- Iluminación: Masao Kanazawa.
- Sonido: Jun Nakamura.
- Supervisor de efectos visuales: Fumihiko Sori.
- Diseñador de producción (arte): Hisao Inagaki.
- Efectos de sonido: Kenji Shibasaki.
- Cooperación en producción: Sedic International.
- Temas musicales:
  - Canción: In My Dream interpretada por Tube (チューブ, chūbu?) (Sony Music Records)
  - Canción: NEVER CRY interpretada por Katsunori Takahashi (高橋 克典, Takahashi Katsunori?) (Nippon Columbia)

## Lanzamiento
Salaryman Kintaro se estrenó en los cines de Japón el 13 de diciembre de 1999, y tenía como objetivo formar un puente entre dos temporadas de la serie de televisión. Obtuvo en los Premios de la Academia Japonesa el galardón al actor revelación del Año, para  Katsunori Takahashi. Fue lanzada en VHS en Japón por TBS y distribuida por Tōhō. Se lanzó en DVD, en Alemania el 1 de julio de 2004 por Asian Film Network, y en los Estados Unidos el 26 de octubre de 2004 por Pathfinder Pictures, bajo el título White Collar Worker Kintaro.

## Recepción
En una reseña de weird wildrealm, Paghat the Ratgirl, comento: «Hizo siete películas en 1999 y no desperdició ni siquiera una séptima parte de su talento en esta. Aunque es una tontería competente, no es nada especial, aunque con un par de reescrituras del guion podría haber sido algo más. Su primer problema es que golpea con su "mensaje" al espectador. Es un mensaje que resuena en el Japón esclavizado por los salarios, y que podría haber sido poderoso si el guion no lo explicara todo en un diálogo didáctico».
Rouven Linnarz en una reseña para Asian Movie Pulse, escribió: «En el mismo año, Miike haría “Dead or Alive”, “Ley Lines” y “Salaryman Kintaro”, que es una película muy genérica cuyo mensaje es tan unidimensional como el personaje que muestra. No hay ironía, ni agenda oculta y para colmo, no hay indicios de que se trate de una película del mismo director que realizó los títulos antes mencionados. Irónicamente, “Salaryman Kintaro” se siente como un salario, un cheque de pago para hacer algo más y, para ser honesto, algo mucho mejor que esta aburrida entrada en su trabajo».

## Manga
Salary Man Kintaro (サラリーマン金太郎, Sararīman Kintarō?) es un manga japonés escrito e ilustrado por Hiroshi Motomiya. Fue serializado en la revista Shūkan Young Jump de Shūeisha desde 1994 hasta 2016, dividido en cuatro partes:Salary Man Kintaro (1994 - 2002), Salary Man Kintaro: Money Wars-hen (2005 - 2006), Shin Salaryman Kintaro (2009 - 2011), y Salary Man Kintaro: 50-sai (2015 - 2016)